# 劉眷
劉 眷（りゅう けん、拼音：Liú Juàn、生年不詳 - 385年没）は、中国五胡十六国時代の匈奴独孤部の大人（たいじん：部族長）および代国の北部大人。劉路孤の子で、劉庫仁の弟であり、北魏の初代皇帝道武帝の皇后宣穆皇后の父である。

## 生涯
独孤部大人劉路孤の子として生まれる。
代王拓跋什翼犍により北部大人に任ぜられる。
376年に拓跋什翼犍が殺害されると、劉眷は兄とともに前秦の支配下に入る。
383年、兄の劉庫仁が慕容文の襲撃にあって殺されると、劉眷は兄を継いで独孤部大人を代行する。
白部大人の系佛が叛き、劉眷の力では討てなかったので、苻堅の并州刺史の張蚝とともに系佛を撃ち破った。また、劉眷は善無にて賀蘭部を破り、さらに、蠕蠕別帥の胏渥を意親山で撃ち破った。
ある時、次男の劉羅辰が父の劉眷に「私の従兄の劉顕は残忍な人物です。早くこれを誅することを願います」と献策するが、劉眷は意に介しなかった。するとその後の385年、甥の劉顕は劉眷を殺害して、独孤部大人となった。

## 宗室
父
- 劉路孤

母
- 拓跋氏…拓跋鬱律の娘

兄
- 劉庫仁

子
- 劉羅辰…次男

娘
- 宣穆劉皇后…北魏道武帝皇后

## 参考資料
- 『魏書』（帝紀第二、列伝第十一）